# Szekér József
Szekér József (Kecskemét, 1935 – 1994) magyar vitorlázó repülő, sportoló.

## Életpályája
A Hármashatárhegyre nézett az iskolaablaka. Hazatérve Kecskemétre azonnal jelentkezett oktatásra, de három évig nem kapott orvosi engedélyt. Ez idő alatt 12 felszállást szervezett magának.
1959-től oktatói engedéllyel rendelkezett. 1969-től a B válogatott keret tagja lett. 1975-ben 2000 vitorlázó-, 200 motorosvontató-repülési idővel rendelkezett. Polgári foglalkozása okleveles gépészmérnök.

## Sportegyesületei
- Kiskunfélegyházi Repülő Klub, Dunaújvárosi Repülőklub

## Sporteredmények
- 1957-ben megrepülte az ezüstkoszorús követelmény,
- 1966-ban aranykoszorús követelmény teljesítése,
- kétszeres gyémántkoszorús pilóta,

### Magyar bajnokság
- 1969-es Országos Bajnokságon 4. lett
- 1970-ben a Magyar Népköztársasági Kupában (MNK) első,